# Michelle Chandler
Michelle Chandler (16 de julho de 1974) é uma ex-basquetebolista profissional australiana, medalhista olímpica.

## Carreira
Michelle Chandler integrou a Seleção Australiana de Basquetebol Feminino, em Atlanta 1996, conquistando a medalha de prata.